# Colibrí de cua metàl·lica ventregrís
El colibrí de cua metàl·lica ventregrís(Taphrolesbia griseiventris) és una espècie d'ocell de la subfamília dels lesbins (Lesbiinae) dins la família dels troquílids (Trochilidae) i única espècie del gènere Taphrolesbia (Simon, 1918). Aquest colibrí habita zones andines del Perú nord-occidental.